# Sait Faik Abasıyanık
Sait Faik Abasıyanık, né le 23 novembre 1906 à Adapazarı et mort le 11 mai 1954 à Istanbul, est un écrivain turc de nouvelles et de poésies.

## Biographie
Après sa scolarité au lycée d'Istanbul, il s'inscrit au département de turcologie de l'université d'Istanbul en 1928 ; sous la pression de son père, il part ensuite pour la Suisse pour y étudier l'économie en 1930.
Après quelques années passées à Lausanne en Suisse, il quitte l'école et vit pendant trois ans à Grenoble en France, une expérience qui a eu un impact profond sur son art et son caractère.
Il rentre en Turquie en 1935 et s'essaie à divers métiers. Il enseigne le turc à l'école arménienne Halıcıoğlu pour des orphelins, et essaie de suivre les désirs de son père et de se lancer en affaires, en vain.
Sa carrière littéraire commence en 1925 par l'écriture de poèmes, mais il doit sa célébrité à ses nouvelles qui peignent la vie difficile des petites gens d'Istanbul.
Il consacre sa vie à l'écriture après 1934.
La mer est un thème récurrent dans ses écrits ; il passe la plupart de son temps à Burgazada en mer de Marmara à Istanbul.
Il était membre honoraire de la Société internationale de Mark Twain de Saint-Louis, Missouri.
Sait Faik a été publié sous divers noms outre Sait Faik : Adalı, Sait Faik Adalı ou encore SF.

## Œuvres

### Recueils de nouvelles
- Semaver (1936, Remzi Kitabevi), un recueil de dix-sept nouvelles[1] Publié en français sous le titre Samovar, traduit par Alain Mascarou, Saint-Pourçain-sur-Sioule, éditions Bleu autour, coll. « D'un lieu l'autre », 2011  (ISBN 978-2-912019-79-0)
- Sarnıç (littéralement « Citerne », 1939, Çığır Kitabevi)
- Şahmerdan (« Marteau-pilon », 1940, Çığır Kitabevi)
- Lüzumsuz Adam (1948, Varlık Yayınları) Publié en français sous le titre Un homme inutile, traduit par Rosie Pinhas-Delpuech, Saint-Pourçain-sur-Sioule, éditions Bleu autour, coll. « D'un lieu l'autre », 2007  (ISBN 978-2-912019-56-1)
- Mahalle Kahvesi (1950, Varlık Yayınları) Publié en français sous le titre Le Café du coin, traduit par Rosie Pinhas-Delpuech, Saint-Pourçain-sur-Sioule, éditions Bleu autour, coll. « D'un lieu l'autre », 2013  (ISBN 978-2-35848-045-1)
- Havada Bulut (« Nuage dans le ciel », 1951, Varlık Yayınları)
- Kumpanya (1951, Varlık Yayınları)
- Havuz Başı (1951, Varlık Yayınları)
- Son Kuşlar (« Les derniers oiseaux », 1952, Varlık Yayınları)
- Alemdağ'da Var Bir Yılan (1954, Varlık Yayınları) Publié en français sous le titre Un serpent à Alemdag, traduit par Rosie Pinhas-Delpuech, Saint-Pourçain-sur-Sioule, éditions Bleu autour, coll. « D'un lieu l'autre », 2007  (ISBN 978-2-912019-57-8)
- Az Şekerli (« Moins de sucre » 1954, Varlık Yayınları)
- Tüneldeki Çocuk (« L'enfant dans le tunnel », 1955, Varlık Yayınları)

### Romans
- Medarı Maişet Motoru (1944, Ahmet İhsan Basımevi)
- Kayıp Aranıyor (1953, Varlık Yayınları)
- Yaşamak Hırsı (« L'ambition est de vivre »), Georges Simenon (1954)

### Poésie
- Şimdi Sevişme Vakti (1953, Yenilik Yayınları)

### Reportages
- Mahkeme Kapısı (« La porte du tribunal », 1956, Varlık Yayınları)

### Anthologie de nouvelles parue en France
- Un point sur la carte, traduit par Sabri Esat Siyavuşgil, A. W. Sythoff, 1962 (BNF 32896792) ; réédition, Paris, Éditions Souffles, coll. « Nouvelles en tête », 1988  (ISBN 2-87658-011-X)

### Nouvelle isolée parue en France
- Une histoire pour deux, traduit par Rosie Pinhas-Delpuech, Saint-Pourçain-sur-Sioule, Bleu autour, coll. « D'un lieu l'autre », 2007  (ISBN 978-2-912019-64-6)

### Essais et études sur Sait Faik Abasıyanık
- Alangu, Tahir (1956), Sait Faik İçin, Yeditepe Yayınları,  (ISBN 978-975-08-1198-2)
- Yücebaş, Hilmi (1964), Bütün Cepheleriyle Sait Faik: Hayatı, Hatıraları, Eserleri, İnkilâp ve Aka Kitabevleri
- Kutlu, Mustafa (1968), Sait Faik'in hikâye dünyası, Hareket Yayınevi
- Alptekin, Mahmut (1974), Sait Faik, Toker Yayınları
- Miskioğlu, Ahmet (1979), Ana Temleriyle Sait Faik ve Yeni Türk Edebiyatı, Gökçeyazın Yayınları
- Alptekin, Mahmut (Ocak 1984), Bir Öykü Ustası: Sait Faik, Dilek Yayınevi,  (ISBN 978-975-08-1198-2)
- Uyguner, Muzaffer (1991), Sait Faik, Bilgi Yayınevi,  (ISBN 9754942323)
- Ergun, Perihan (1996), Sait Faik 90 Yaşında, Bilgi Yayınevi,  (ISBN 975-49-4629-9)
- Kavaz, İbrahim (1999), Sait Faik Abasıyanık, Şule Yayınları
- Sönmez, Sevengül (Ocak 2003), Sait Faik Dosyası, Kitap-lık (Yapı Kredi Yayınları) (57)
- Naci, Fethi (Mayıs 2003), Sait Faik'in Hikayeciliği, Yapı Kredi Yayınları,  (ISBN 975-08-0534-8)
- Sönmez, Sevengül (Şubat 2007), A'dan Z'ye Sait Faik, Yapı Kredi Yayınları,  (ISBN 978-975-08-1198-2)

## Galerie

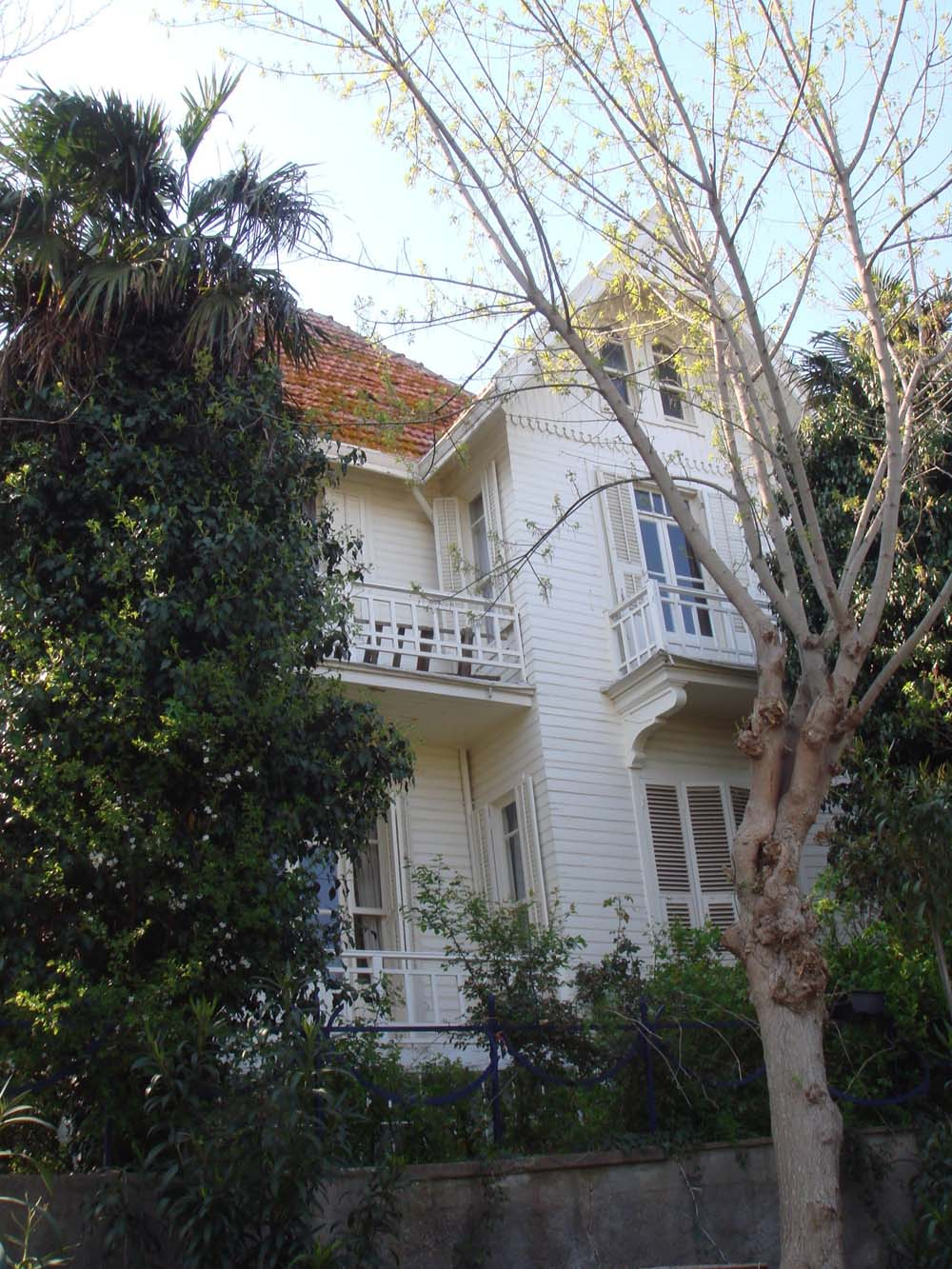
L'écrivain vivait ici avec sa mère et c'est maintenant un musée à Burgazada
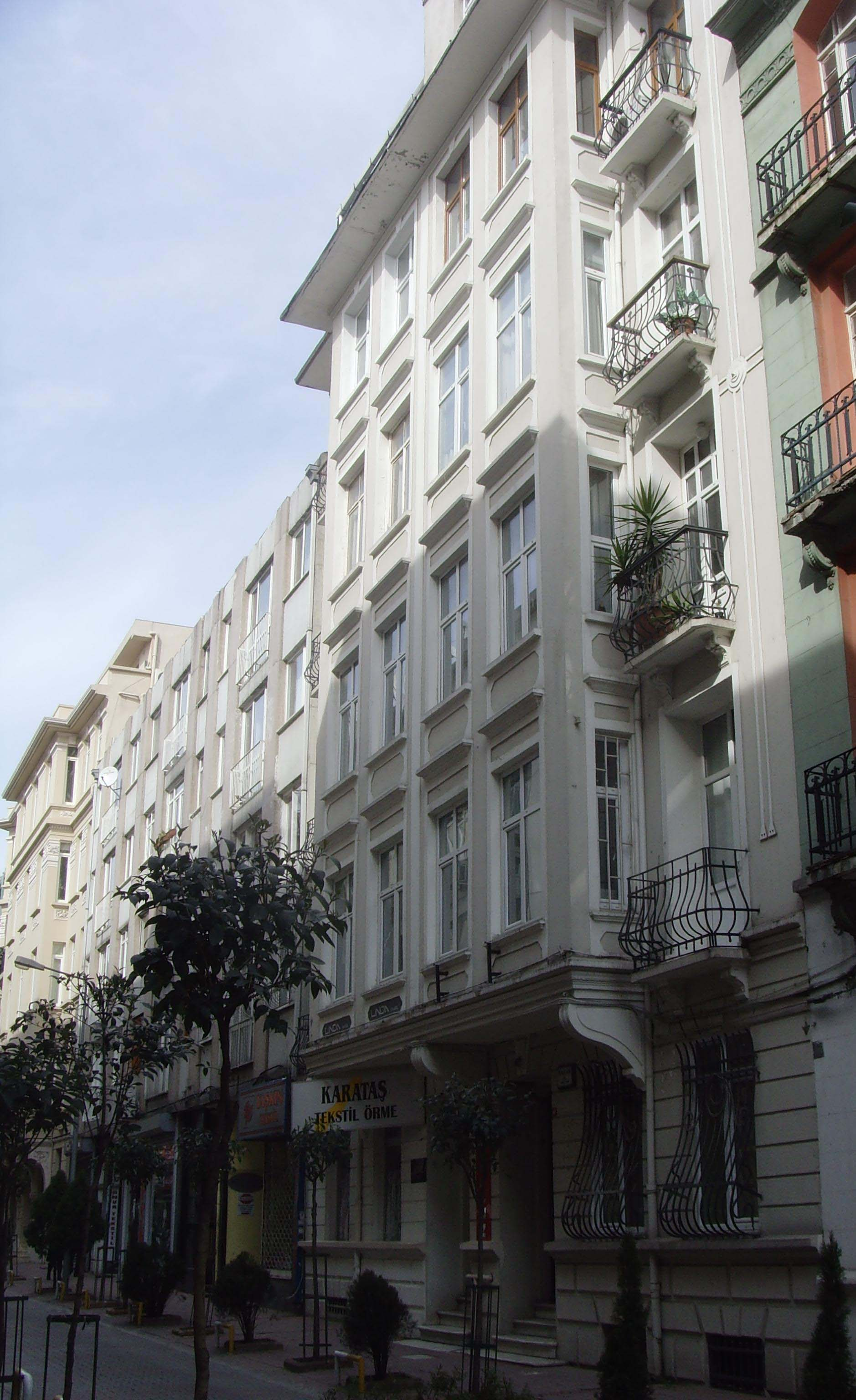
Appartement à Şişli
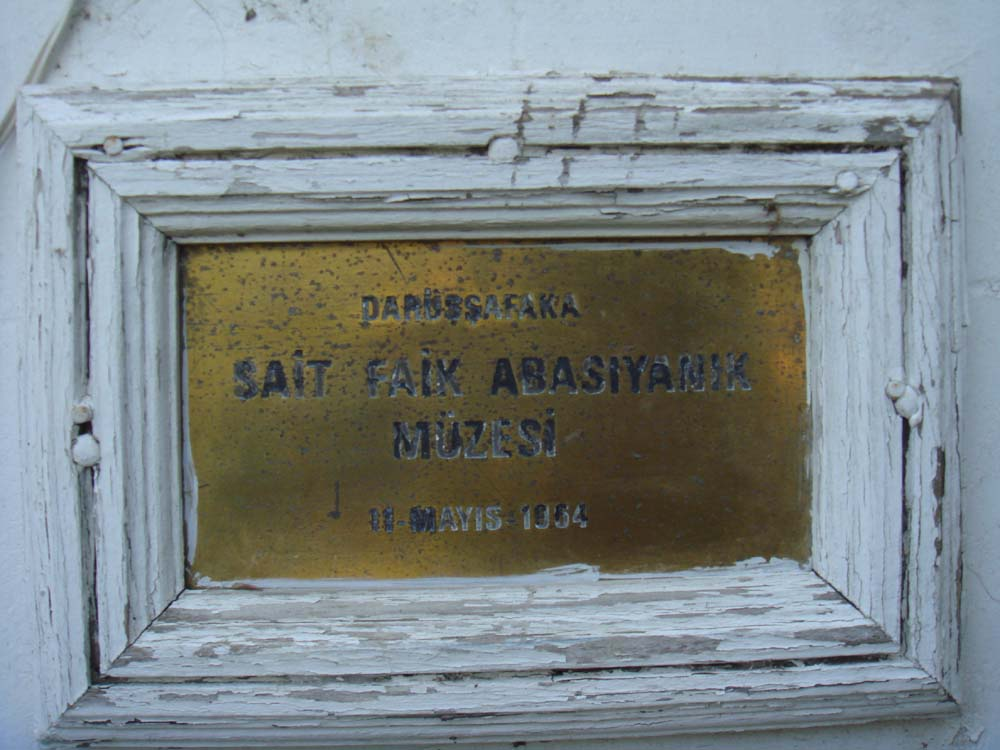
Panneau de l'entrée du musée
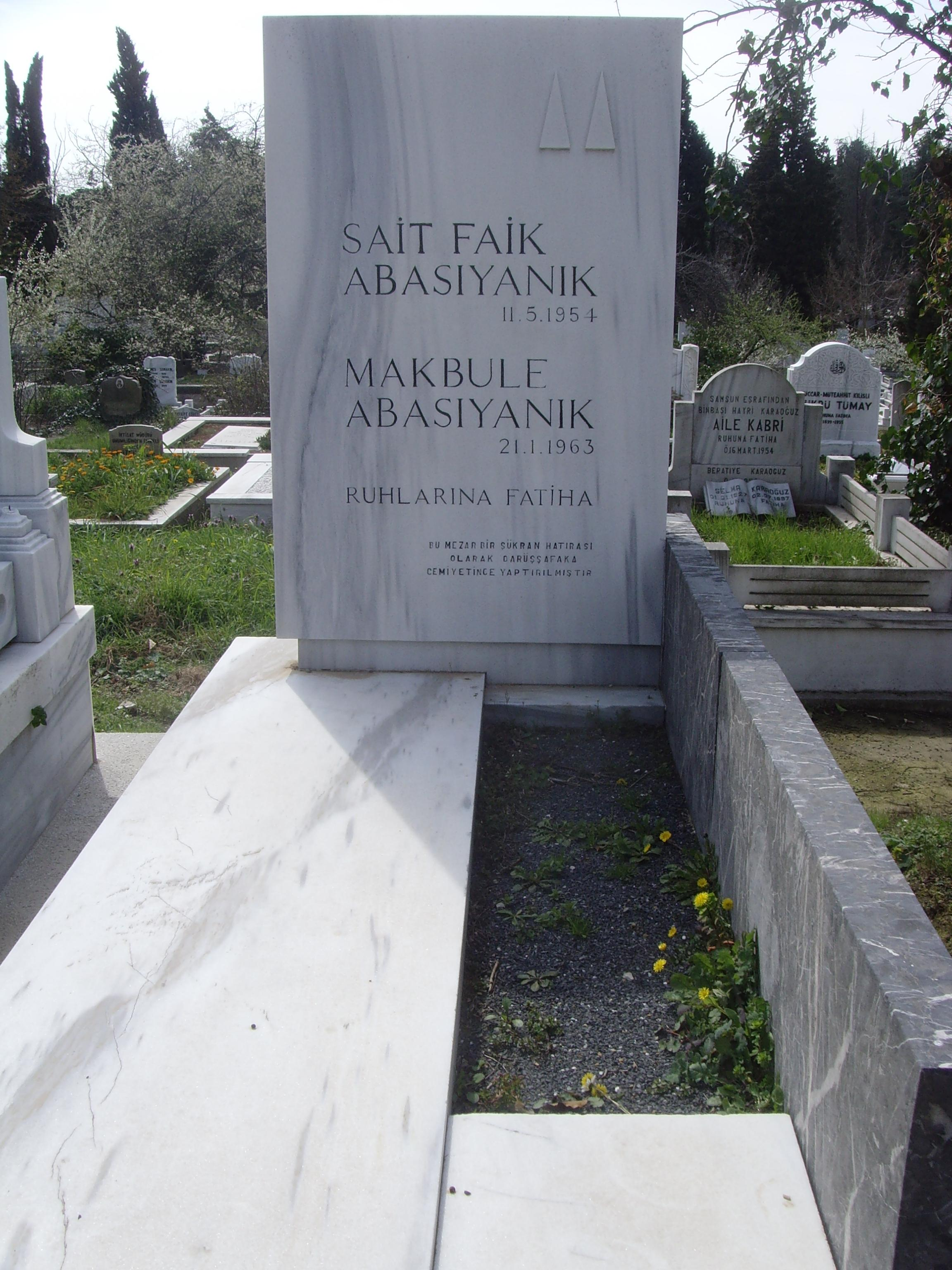
Pierre tombale au cimetière de Zincirlikuyu